# Rathaus (Beauvais-sur-Matha)

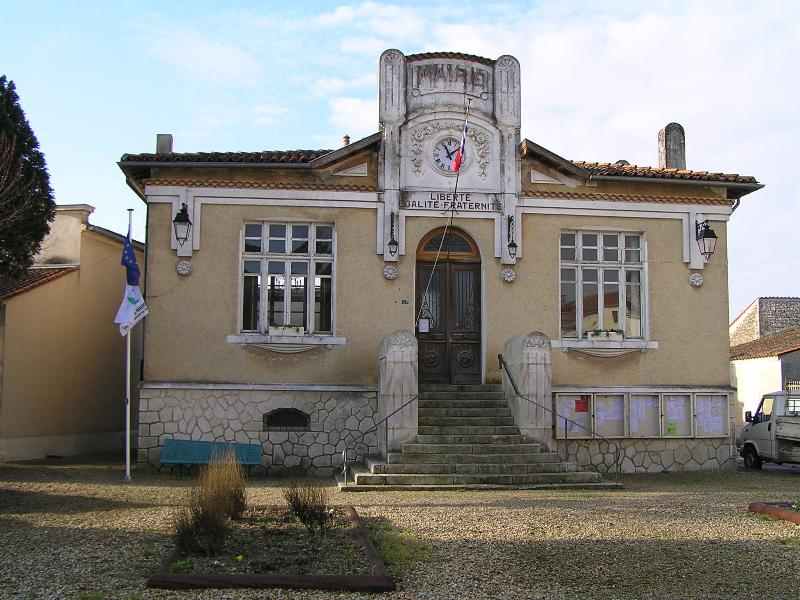
Mairie in Beauvais-sur-Matha

Das Rathaus in Beauvais-sur-Matha, einer französischen Gemeinde im Département Charente-Maritime in der Region Nouvelle-Aquitaine, wurde von 1928 bis 1930 errichtet. Das Rathaus auf der Place de la Mairie wurde im Jahr 2009 als Monument historique (Baudenkmal) klassifiziert.
Das erdgeschossige Gebäude wurde westlich des abgerissenen alten Rathauses nach Plänen des Architekten André Guillon im Stil des Art déco errichtet. Den Eingang zum symmetrischen Bau erreicht man über eine Freitreppe. Über dem rundbogigen Portal ist ein Fronton mit Uhr und dem Leitspruch der französischen Republik Liberté Égalité Fraternité angebracht. Der Fronton ist mit Girlanden und Blumen geschmückt. Das erhöhte Kellergeschoss besteht aus Bruchsteinmauerwerk.
In den 1950er Jahren wurde auf der Rückseite ein Festsaal (frz. Salle des fêtes) gebaut.